# José Pérez Gil
José Pérez Gil (Caudete, Albacete, 18 de septiembre de 1918-Alicante, 28 de diciembre de 1998), conocido como Pérezgil, fue un pintor español activo especialmente en la Comunidad Valenciana y Castilla-La Mancha. Es conocido principalmente como paisajista, aunque también se dedicó al dibujo y a la pintura de interiores y bodegones.

## Vida y obra

### Infancia y juventud
A los ocho años abandonó junto a sus padres su lugar de nacimiento, Caudete, para trasladarse a Alicante en busca de nuevas perspectivas profesionales. Allí se matriculó en un colegio público ubicado en la plaza de Séneca donde tuvo de maestro a Enrique Vidal, quien fue de los primeros en descubrir en José Pérez Gil su talento y dotes artísticas. Aunque fue otro de sus maestros, Gonzalo Faus, quien le animó a que realizase una pequeña exposición en el propio centro formada por setenta obras (dibujos, caricaturas, óleos y bocetos). A pesar de tener el apoyo de sus maestros y profesores su padre nunca vio con buenos ojos que su hijo se dedicase al arte al verlo como una profesión con poco futuro y de bohemios.
En 1929 ingresó en el Instituto de Alicante para cursar el bachillerato. Al terminar las clases se dirigía a la Academia de Dibujo, regida por Manuel Cantos, donde aprendió el manejo del lápiz de carbón, el aguatinta, los pinceles y la técnica para mezclar colores al óleo. Lo matricularon en la Escuela de Artes Oficios donde fue admirado y obtuvo el reconocimiento de maestros y compañeros por su técnica en el dibujo. A los catorce años pintó sus primeros cuadros y se presentó a varios concursos juveniles obteniendo diversos galardones. Fue en la Exposición de Pintores Noveles, organizado por el Ateneo de Alicante en 1935, donde consiguió el primer premio por "Atardecer en la Condomina".

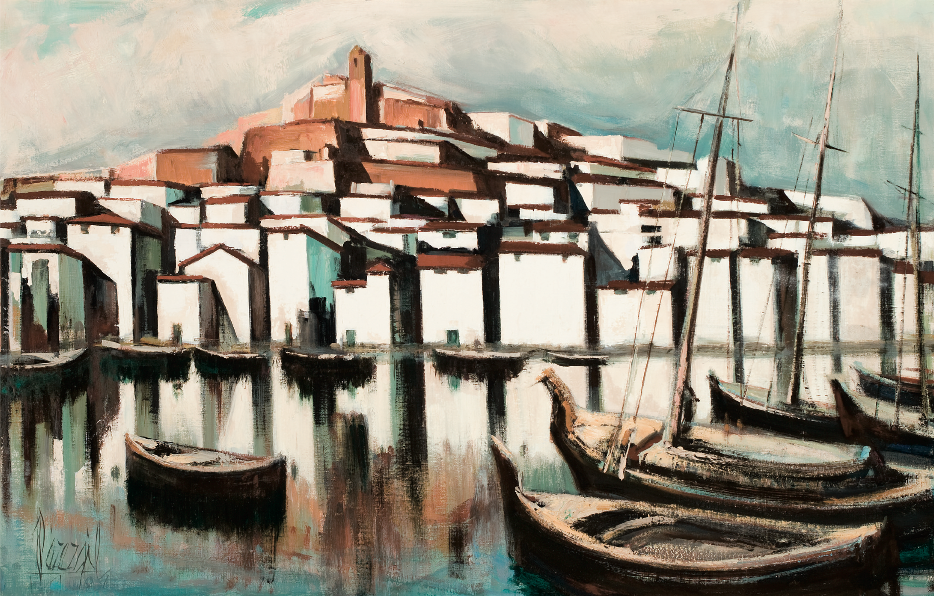
Pueblo marinero. 1986. 90x150cm. Óleo sobre lienzo Colección particular

Las dificultades económicas de su familia le llevaron a realizar diferentes trabajos que aceptó de buena gana al conseguir así un sustento. Trabajó como aprendiz en el taller de escayola de Ramón Ripoll, en la Casa Devesa como pintor de rótulos y en el taller de pintura de Paco Muñoz. Al entablar amistad con el pintor y foguerer Gastón Castelló se empezó a introducir en el mundo de los talleres de hogueras. Volvió a cambiar de empleo y se dedicó, junto su amigo Vicente Mira (que más adelante fue secretario del Partido Anarquista), a ser pintor decorador.
Durante sus clases en la Academia de Manuel Cantos entabló relación con otros artistas como Emilio Varela Isabel, Adelardo Parrilla y Heliodoro Guillén Pedemonti. En 1936 hace su primera exposición, invitado por el Ateneo de Alicante, obteniendo un gran éxito y el aplauso de la crítica de arte. Esa misma noche, al salir del acto inaugural a la calle, gritó: "Ya soy pintor".

### Guerra Civil, posguerra y vida en Madrid
El inicio de la guerra civil española el 18 de julio de 1936 supone, en cierta manera, la interrupción de su carrera artística. Durante parte de la guerra trabajó en el taller de la CNT realizando grandes murales, carteles y pasquines de propaganda bélica. Para subsistir durante esos difíciles años  trabaja como bailarín en una revista teatral llamada Las Colegialas. El poco tiempo libre del que dispuso lo utilizó para crear retratos como "A mi padre" o "Natividad Verdú". Fue en 1938 cuando le destinaron como dibujante al grupo de información de la 57.ª Brigada Mixta que combatía en la batalla del Ebro.

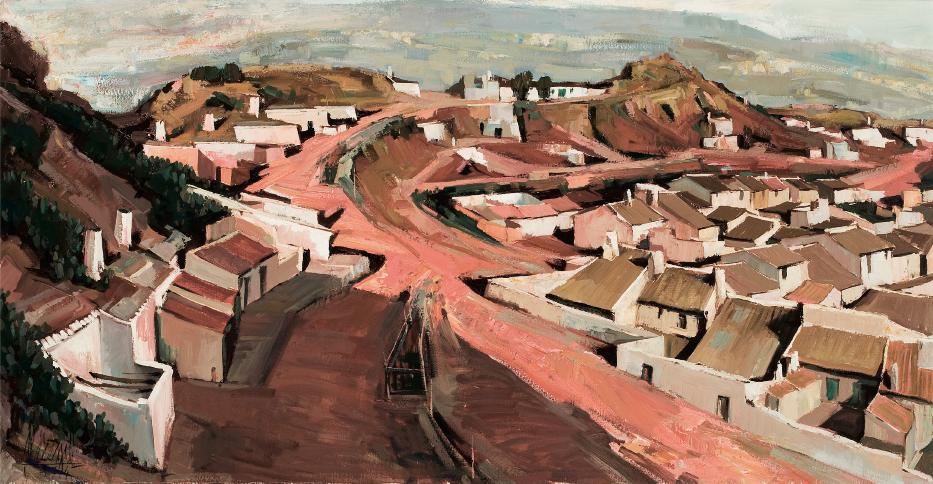
La Golecha. Monovar 1976. 100x191cm. Óleo sobre lienzo. Madrid. Colección Carmen Pérezgil

Al terminar la guerra volvió a Caudete, su ciudad natal, y posteriormente regresó a Alicante donde realizó rótulos y dibujos publicitarios para poder sobrevivir. Durante estos años se sumergió en la creación de carteles para las Hogueras de San Juan y en 1941 consiguió, con el cartel "Llamas de mi tierra", el primer premio del Concurso de carteles anunciadores de las fiestas de ese mismo año. Además le encargaron la elaboración de un par de hogueras. Ese mismo año recibió una noticia que cambiaría su vida: la Comisión Gestora de la Diputación Provincial de Alicante le concedió una subvención de tres mil pesetas para sufragar y perfeccionar sus estudios de pintura.
Se trasladó a Madrid para realizar sus estudios de ingreso en la Escuela Central de Bellas Artes de San Fernando. Empieza frecuentar las tertulias artísticas del Café Pombo donde conoció a José Gutiérrez Solana. En 1943 el Ayuntamiento de Murcia  le premió el boceto, titulado "Salzillo", que había enviado al Concurso de carteles anunciadores de la Semana Santa y Fiestas de Primavera de Murcia. Mientras siguió estudiando realizando copias de grandes maestros en el Museo del Prado y diferentes trabajos por encargo. Dos años después participó en la II Exposición Provincial de Bellas Artes en el salón de actos de la Diputación de Alicante y su obra, "El Perejón", es elevada a excelente pintura moderna. Justo un mes después su cuadro, "Portada Neoclásica", recibió el Primer Premio de la XX edición del Salón de Otoño celebrado en el Retiro de Madrid, siendo el galardón más importante recibido hasta entonces.
En 1947 recibió sendos premios de carteles en los concursos organizados por la Dirección General de Seguros y Ahorro y la Comisión organizadora de la Semana Santa en Madrid y, en junio de ese mismo año, terminó sus estudios en la Escuela de Bellas Artes de San Fernando y se casó con Fina Carbonell en Alicante. En 1948 nació su primera hija, María del Carmen Pérezgil.

### Madurez y regreso a Alicante
En 1949 José Pérez Gil vuelve a Alicante para instalarse allí con su mujer y su hija. Durante estos primeros años de su estancia es elegido por votación del Gremio de Artes Plásticas, Director de la Nueva Escuela Profesional de Bellas Artes. Mientras tanto, pinta incansablemente bodegones de frutas, naturalezas muertas, retratos y otro tipo de encargos para poder sacar a su familia adelante. Empieza también a enamorarse de los paisajes y la naturaleza de la geografía alicantina. Nace en 1953 su segunda hija, Joserre Pérez Gil.

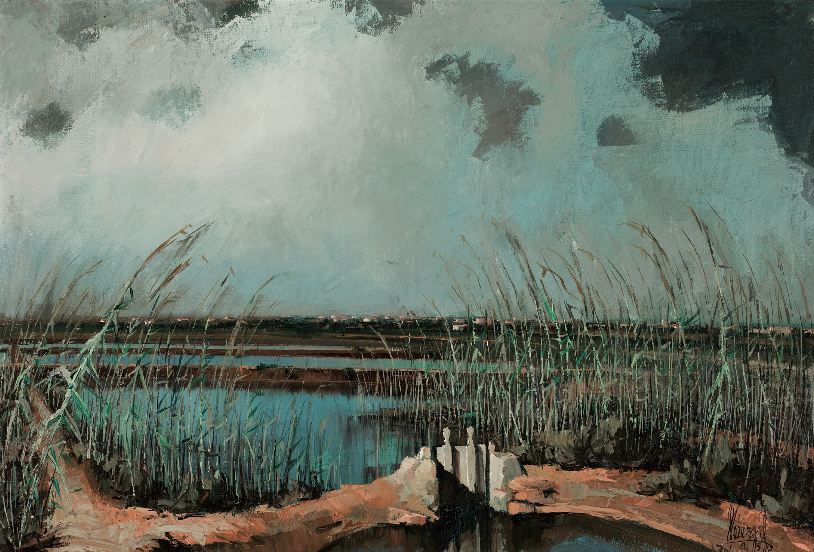
Carrizos de las salinas 1956. 75,5 x 112 cm. Óleo sobre lienzo. Fondos de la Excma. Diputación Provincial de Alicante

En 1955 realiza un viaje a Suiza que le influye artísticamente gracias a una ayuda concedida por el Ministerio de Educación. Se traslada a Ginebra y posteriormente a Montreux donde estuvo pintando casi un mes la naturaleza de aquel lugar, tan distinta a la mediterránea. Realiza una muestra en el Casino Kursaal de dicha localidad y consigue vender casi todas sus obras. Tras pasar por Lucerna vuelve a Alicante con nuevas influencias y técnicas pictóricas, como por ejemplo, su inmersión en el cubismo y la abstracción. En esta etapa recibe varios reconocimientos: "Carrizos de las Salinas" obtuvo la Medalla de Oro y el Gran Premio Nacional "José Antonio Primo de Rivera" en el V Concurso Nacional de Pintura organizado por la Diputación de Alicante; y "Atardecer en la Condomina", fue premiada en la sección de Pintura de Paisaje con la Primera Medalla en el XXVIII Salón de Otoño de Madrid. También a su obra "La Golecha" le concedieron el Premio Provincial de Albacete "Molino de Bronce" en la XVIII Exposición Manchega de Artes Plásticas que se celebraba en Valdepeñas. En 1959 es nombrado Académico de la Real Academia de Bellas Artes de San Fernando, Madrid.
El sueño de José Pérez Gil de viajar a Italia se pudo hacer realidad gracias a una beca de 500 dólares que la Fundación Juan March le ofreció en 1960. Este viaje supuso en el pintor una nueva fuente de aprendizaje e influencias para potenciar su obra. Durante los tres meses que duró su estancia en diferentes ciudades y localidades italianas realizó varios dibujos y bocetos que fueron expuestos ese mismo año en la sede de la Fundación Juan March de Madrid.

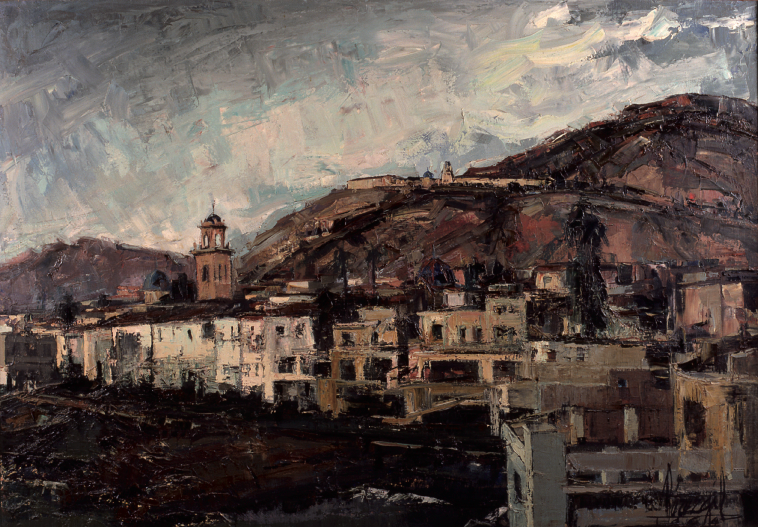
Orihuela. 1964. 114x162cm. Óleo sobre lienzo. Colección del Excmo. Ayuntamiento de Alicante

Un año después, en 1961, le encargaron pintar y decorar seis capillas del santuario de la Virgen de Gracia (Caudete) que fueron reconocidas tanto por el público, como por las autoridades locales y los especialistas. En febrero de 1962 celebró una exposición en la sala de la Dirección General de Bellas Artes de Madrid y en 1963 su obra, "Lavanderas del Hondo", obtuvo la medalla especial "Eduardo Chicharro y Agüera" en el XXXIV Salón de Otoño de Madrid. Al año siguiente, su cuadro "Orihuela" consiguió el Premio del Excelentísimo Ayuntamiento de Alicante en la Exposición Nacional de Bellas Artes de Madrid. A finales de ese mismo año realiza una breve escapada a París donde crea varias obras;  a la que volvería en 1966 para realizar una exposición en la Galería Vendôme.
En 1968 recibe uno de los premios más importantes de su carrera. Su obra, "Sequía en Orihuela", consigue la Medalla Especial Princesa Sofía en el XXXIX Salón de Otoño de Madrid que se celebra en el Palacio del Retiro de Madrid.
Fue en 1978 cuando se le concede la Medalla de Honor del Salón de Otoño de Madrid por su cuadro "La Golecha". Durante estos años, el pintor recibió varios reconocimientos oficiales: el Ayuntamiento de Caudete le otorgó el título de "Hijo ilustre" en 1978 y, en 1979, fue nombrado por el Ayuntamiento de Alicante, "Hijo Adoptivo".

### Últimos años
Durante los años 1979 a 1983 José Ramón Clemente realizó una colección de audiovisuales filmados en super 8 por el antecesor del actual Instituto Alicantino de Cultura Juan Gil-Albert, como protagonistas -además del propio Pérez Gil- a Miguel Abad Miró, Manuel Baeza, Vicente Bañuls y su hijo Daniel Bañuls Martínez, Gastón Castelló, José Antonio Cía, M. González Santana, Polín Laporta, Sixto Marco, Enrique Lledó, Francisco Pérez Pizarro, R. Ruiz Morante y Emilio Varela Isabel.
Fue en 1985 cuando se realizó en Alicante una gran exposición antológica, en la Caja de Ahorros Provincial de Alicante, que reunió treinta y seis piezas de diferentes etapas, formatos y técnicas. La muestra fue elogiada por la crítica especializada y obtuvo miles de visitas. En 1987 fue nombrado miembro del Consell Valenciá de Cultura de la Generalidad Valenciana.
Hasta su muerte a los ochenta años en la plenitud de su carrera artística, tras una larga enfermedad, el 28 de diciembre de 1998 en Alicante, José Pérezgil siguió activo dibujando y pintando la tierra que tanto amaba y realizando encargos para terceros, amigos y familiares. Todos los medios de comunicación, la prensa escrita, las emisoras de radio, la televisión y las agencias informativas destacaron la muerte del pintor valenciano e incidieron en su condición de maestro y de gran paisajista mediterráneo.

## Estilo

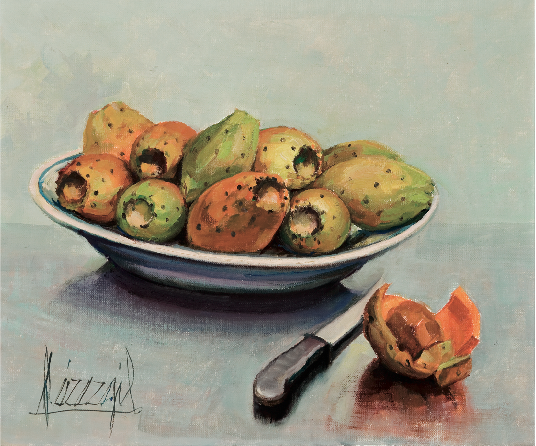
Un plat de figues de pala. 1992. 35x42cm. Óleo sobre lienzo. Colección Enrique Fenoll

El pintor forma parte del amplio espectro de artistas españoles que, sobre todo en los años 50 y 60, intentan la renovación del paisaje. al margen del impresionismo y del "sorollismo": Francisco Lozano, José Beulas, Francisco Arias, Redondela, Macarrón, etc. Todos ellos, recibirán influencias de la vanguardia, pero adaptándolas a sus propios temperamentos y sin salirse del campo de la figuración. En el caso de Pérezgil, un sólido y excelente dibujo, una voluntad de síntesis, de constructor, le llevará a la expresión de unas luces y atmósferas claras, transparentes, de volúmenes nítidos en sus paisajes, buscando con el tiempo lo estructural sobre lo descriptivo; una pintura cerebral, pensada, lejos del arrebato romántico, domando el paisaje, ajustándolo a su voluntad, que le lleva a repetir, en ocasiones, los asuntos (almendros, salinas, la Golecha, vistas de pueblos y villas), con especial gusto por lo arquitectónico. Gran técnico, mago del color, que le permite la riquísima variedad de matices dentro de un mismo tono, que gusta de la monocromía en ocasiones: la pincelada larga, ancha, el toque de espátula, la materia densa (el decorador de anuncios de cine que fue en su juventud), le ayudan a la creación de ese "cuerpo" tan característico en su obra.
Heredero directo del paisajismo alicantino (Cabrera Cantó, Emilio Varela Isabel, Adelardo Parrilla, Albarranch, etcétera), Pérezgil llevó su inquieta mirada por toda la geografía española y supo verbalizar su visión del paisaje, concebido en principio como un ente abstracto, disperso, al que hay que dotar de una identidad, de un nombre y de unos apellidos, particularizarlo, humanizarlo: hacerlo "Pérezgil". Esta es, sin duda, la mejor aportación del artista a la pintura española de su tiempo. Y todo ello con coherencia y sinceridad, nunca reñida, por supuesto, con el éxito y la buena acogida que siempre ha tenido su obra.

## Obras en museos y colecciones
- Museo San Telmo de San Sebastián.
- Museo de Pontevedra.
- Museo de Bellas Artes de Valencia.
- Museo de Bellas Artes Gravina.
- Museo del Ayuntamiento de Alicante.
- Museo del Círculo Industrial de Alcoy.
- Museo del Instituto Jovellanos de Gijón.
- Museo de Albacete.
- Colecciones de los gobiernos civiles de Valladolid, Madrid, Salamanca, Barcelona y Zaragoza.
- Colecciones de los ayuntamientos de Benidorm, Bilbao, Carcagente, Caudete y Zaragoza.
- Colecciones de las Cajas de Ahorros del Mediterráneo, de Novelda, de Orihuela y de Crevillente.
- Fundación Camón Aznar de Zaragoza.
- Casinos de Alicante, de Novelda y de Orihuela.
- Colección del Ministerio de Agricultura.
- Grandes colecciones en Texas y California, EE. UU.; Hallwil, Suiza; París, Duinbergen, Brujas, Múnich, Lisboa, Caracas, México, Berna y otras.

## Exposiciones
Más de 180 exposiciones, entre ellas:
- 1933, Alicante, "II Exposición de Artistas Noveles", Ateneo.
- 1940, Alicante, "Exposición de Dibujo, Pintura y Escultura", organizada por el Ayuntamiento en el Casino de Alicante.
- 1944, Alicante, "Exposición Provincial de Artes Plásticas", Diputación provincial, salón de actos del palacio provincial.
- 1945, Madrid, Concurso Nacional de Pintura, Escultura y Grabado, Palacio de Exposiciones del Retiro.
- 1946, Alicante, "Exposición Provincial de Bellas Artes", salón de actos de la Diputación provincial.
- 1946, Madrid, XX Salón de Otoño.
- 1950, Alicante, Salones del Ayuntamiento.
- 1950, Elche, Casino.
- 1951, San Sebastián, Círculo Cultural Guipuzcoano.
- 1951, Gijón, Instituto Jovellanos.
- 1952, Alicante, Diputación Provincial.
- 1953, San Sebastián, Salas Municipales de Arte.
- 1954, Madrid, XXVI Salón de Otoño.
- 1955, Barcelona, Sala La Pinacoteca.
- 1955, Vitoria, Salón de Arte.
- 1955, Bilbao, Salón Alonso.
- 1955, Alicante, Caja de Ahorros del Sureste de España.
- 1956, San Sebastián, Salas Municipales de Arte.
- 1956, Alicante, V Concurso Nacional y Provincial de Pintura, Diputación provincial.
- 1961, San Sebastián, Salas Municipales de Artes.
- 1962, Madrid, D.G. de Bellas Artes.
- 1963, Madrid, XXXIV Salón de Otoño.
- 1964, Madrid, "Exposición Nacional de Bellas Artes", Casón del Buen Retiro.
- 1966, Novelda, I Concurso Nacional de Pintura, Casino.
- 1966, París, Galería Vendôme.
- 1978, Madrid, XLVI Salón de Otoño.
- 1984, Elda, "Óleos de José Pérezgil", Galería Sorolla.
- 1985, Alicante, "Obras de Pérezgil", sala de exposiciones de la Caja de Ahorros Provincial de Alicante.
- 1990, Alcoy, Óleos y dibujos de José Pérezgil, Galería San Jorge.
- 1993, Alicante y Orihuela, Galería Juan de Juanes.
- 1997, Alicante, "Pérezgil. Exposición retrospectiva", sala de exposiciones de la Lonja del pescado.
- 1996, Valencia, "La pintura valenciana desde la posguerra hasta el Grupo Parpalló (1939-1956)".
- 2003, Alicante, "El arte del siglo XX en Alicante", Exposición conmemorativa del 50 aniversario (1953-2003) del Instituto Alicantino de Cultura Juan Gil-Albert, Caja de Ahorros del Mediterráneo.
- 2004, Madrid, antológica. "José Pérezgil (1918-1998)", Museo de la Ciudad.
- 2005, Elche, "Misteri d'Elx", Lonja del Ayuntamiento de Elche.
- 2006, Alicante, "Toros. Apuntes varios", Diputación de Alicante.
- 2006, Aranjuez, "Pérezgil (1918-1988). Luz y Color", centro cultural Isabel de Farnesio.
- 2008, Alicante, "Set motius de José Pérezgil (1918-1998)". Museo Bellas Artes Gravina (MUBAG).
- 2009, Valencia, "Set motius de José Pérezgil (1918-1998)". Centro del Carmen.
- 2018, Caudete, "Perezgil, cien años del artista", sala de exposiciones José Perezgil.

## Premio más importantes y distinciones
- 1935, Primer Premio en la Exposición de Pintores Noveles, Ateneo de Alicante.
- 1941, Primer premio del Concurso de carteles anunciadores de las hogueras de San Juan de Alicante.
- 1941- 1946, Becario de la Excma. Diputación de Alicante.
- 1947, Primer Premio Ministerio de Educación Nacional en el XX Salón de Otoño de Madrid.
- 1951, Primer Premio en el I centenario de Ruperto Chapí.
- 1953, Medalla en la Primera Bienal Hispanoamericana de Arte, Madrid.
- 1953, Medalla de Oro "Trenes en el Arte", Madrid.
- 1954, Primer Premio y Medalla de Oro de la Diputación de Alicante en los Concursos Nacionales.
- 1955, Becario del Ministerio de Educación y Ciencia en Suiza.
- 1956, Primera Medalla Gran Premio en los Concursos Nacionales de la Diputación de Alicante.
- 1957, Primera Medalla en el XXVIII Salón de Otoño de Madrid.
- 1957, Premio Marqués de Aledo, Madrid.
- 1959, Académico correspondiente de la Real Academia de Bellas Artes de San Fernando, Madrid.
- 1960, Becario de la Fundación Juan March en Italia.
- 1961, Molino de Oro en la XXIII Exposición Manchega de Artes Plásticas de Valdepeñas.
- 1962, Palma de Oro del Hort del Xocolater en Concurso Nacional de Elche.
- 1963, Medalla Especial Eduardo Chicharro en Madrid.
- 1964, Caballero de San Antón, Orihuela.
- 1964, Premio del Ayuntamiento de Madrid en la Exposición Nacional.
- 1968, Premio Especial Princesa Sofía en el XXXIX Salón de Otoño de Madrid.
- 1975, Medalla del Misterio de Elche en su XXV aniversario.
- 1978, El Ayuntamiento de Caudete le otorga el título de Hijo Ilustre.
- 1978, Medalla de honor en el XLVI Salón de Otoño de Madrid.
- 1979, El Ayuntamiento de Alicante le otorga el título de Hijo Adoptivo.
- 1979, Medalla de la Caja de Ahorros Provincial de Alicante en su XXV aniversario.
- 1984, Premio San Isidro del Ayuntamiento de Madrid.
- 1985. Medalla Antonio Casero de Madrid.
- 1987, Miembro del Consell Valenciá de Cultura de la Generalidad Valenciana.
- 1990, Académico correspondiente de la Real Academia de Bellas Artes de San Carlos de Valencia.
- 1991, Académico correspondiente de la Real Academia de Bellas Artes de San Telmo de Málaga.
- 2019, Hijo adoptivo de la provincia de Alicante.